# Mountain City (Georgia)
Mountain City – miasto w Stanach Zjednoczonych, w stanie Georgia, w hrabstwie Rabun.